# Monstera luteynii
Monstera luteynii — вид квіткових рослин з роду Монстера родини ароїдних (Araceae).

## Розповсюдження
Його рідним ареалом є Коста-Рика.